# 784
| [ Edytuj tabelę ]          |                                                   |
| Król Asturii               | - 783 Mauregato 788                               |
| Cesarz Bizancjum           | - 780 Konstantyn VI 797                           |
| Chan Bułgarii              | - 777 Kardam 803                                  |
| Cesarz Chin                | - 780 Tang Dezong 805                             |
| Król Essexu                | - 758 Sigeric 798                                 |
| Król Franków               | - 768 Karol Wielki 814 - 781 Ludwik I Pobożny 814 |
| Cesarz Japonii             | - 781 Kammu 806                                   |
| Kalif                      | - 775 Al-Mahdi 785                                |
| Król Kentu                 | - 784 Ealhmund 785                                |
| Patriarcha Konstantynopola | - 780 Paweł IV 784 - 784 Tarazjusz 806            |
| Król Mercji                | - 757 Offa 796                                    |
| Król Nortumbrii            | - 779 Elfwald I 788                               |
| Papież                     | - 772 Hadrian I 795                               |
| Doża Wenecji               | - 764 Maurizio Galbaio 787                        |
| Król Wessexu               | - 757 Cynewulf 786                                |

Rok 784 / DCCLXXXIV
stulecia: VII wiek ~
VIII wiek ~
IX wiek

lata: 774 «
779 «
780 «
781 «
782 «
783 «
784
» 785
» 786
» 787
» 788
» 789
» 794

## Wydarzenia
- Europa
  - powstanie Sasów i Fryzi przeciwko Frankom

## Urodzili się
- Karyncki książę Ingo (784-798)

## Zmarli
- Alberyk z Utrechtu (?-784)